# ファンタジーハンターストーリー
『ファンタジーハンターストーリー』（Fantasy Hunter Story 原題：幻遊猟人）は、中国のオンラインゲーム会社・嗶哩嗶哩によるスマートフォン向けゲームアプリ。日本国内ではグローバルシステムズの運営により2017年春サービス開始したが2017年11月30日でサービスを終了した。
日本の声優を起用した中国製日系ゲームのひとつ。

## あらすじ
地球の資源が枯渇した2075年、現実逃避のためバーチャルリアリティのゲーム世界にふけっていて仮想空間のファンタジー世界で行方不明になった若者が大量に続出する。外部からの強引な接続中断による脳損傷を避けるために、ゲーム世界に潜り込んで自発的に脱出させる方法でユーザーを眠りから呼び起こす仕事の依頼を請け負う新たな職種、「ファンタジーハンター」が誕生した。
そのファンタジーハンターの資格を取ったばかりの主人公は、同じくファンタジーハンターの任務に就きゲームの世界に閉じ込められてしまった妹を救出すべく、様々な仲間達とともに、上級者向けの大人気オンラインゲーム「勇者大陸」のファンタジー世界で冒険を繰り広げる。

## ゲーム内容
プレーヤーは、ファンタジー世界を舞台にしたオンラインゲーム「勇者大陸」で「ファンタジーハンター」となり、妹の救出を目指して仲間と共に冒険に出る。
剣士、騎士、法師、牧師、弓手、狙撃手の6種類がある職業の仲間から3人のパーティを組んでメインクエストのダンジョン攻略をこなすことで物語を進行させる。戦闘は基本自動戦闘で、プレーヤーの操作で様々なスキルが発動する。ギルド戦でプレイヤー同士のオンライン対戦も可能。